# Jánovas

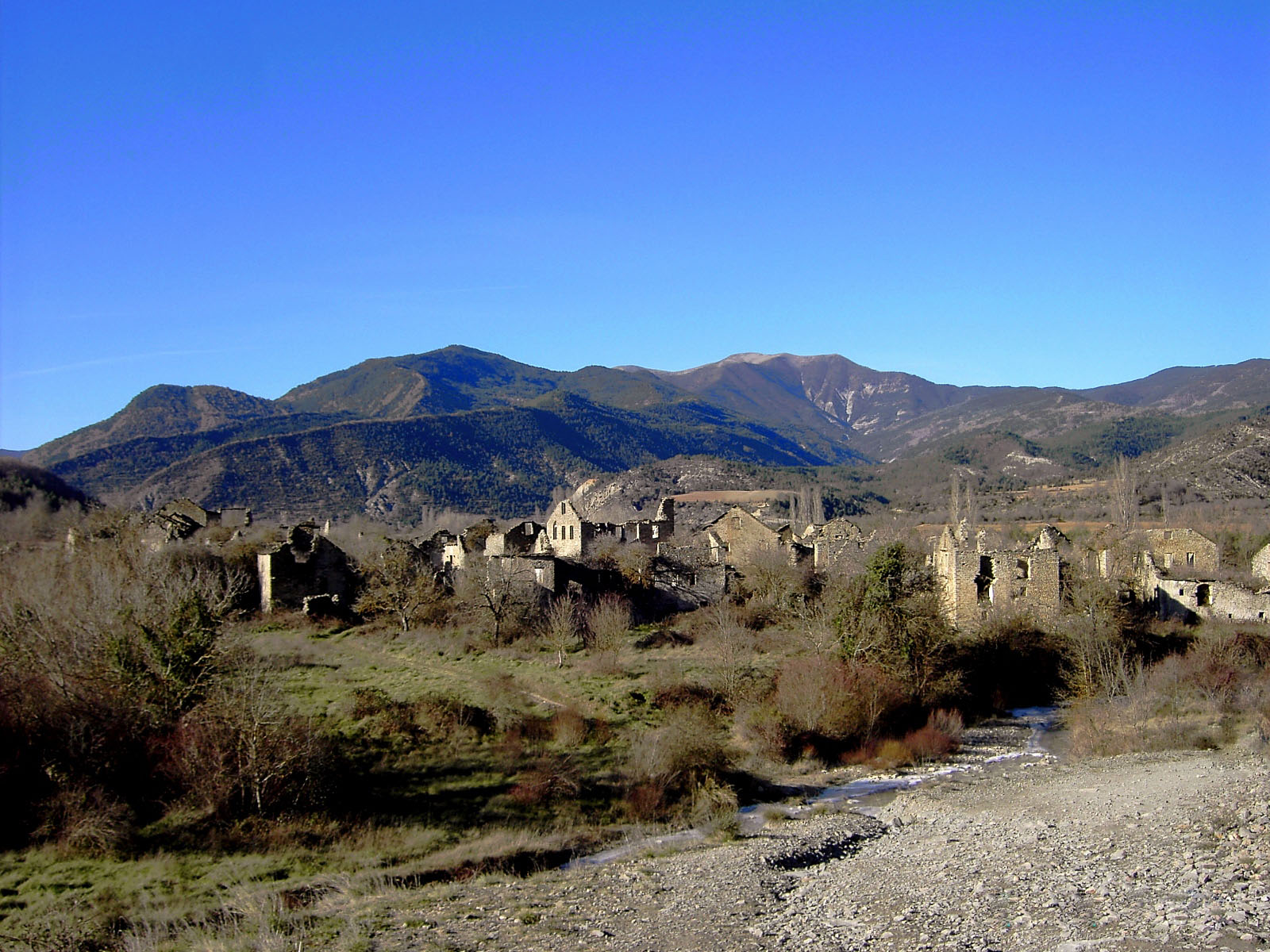
Jánovas

Jánovas (Chanovas, en aragonès) és un despoblat del municipi de Fiscal a la comarca del Sobrarb, situada a la riba del riu Ara. Tenia 19 habitants el 1980.

## Història
El 1917 es va projectar la construcció d'un embassament al riu Ara que comportaria inundar els pobles de Jánovas, Lavelilla i Lacort, no sent fins al 1951 quan es va atorgar la concessió per a l'explotació hidroelèctrica de l'embassament a la societat Iberduero. La construcció de l'embassament, per a la seva declaració d'utilitat pública i la consegüent expropiació dels pobles que quedarien inundats, havia de servir també per a proveir d'aigua als regants de la comarca dels Monegres.
El 1960 es va iniciar el procediment d'expropiació del poble. El 1967 només van quedar tres habitatges i es va expulsar la darrera familia el 1985, en dinamitar la seva casa perquè no poguessin tornar. Tot i així l'embassament no es va construir, quedant obsolet el projecte redactat per Iberduero el 1983 i desestimant-se finalment la construcció de l'embassament el 2001 tant pels impactes significatius adversos que tindria sobre el medi ambient com pel rebuig d'associacions ecologistes i veïnals.
A finals de 2008 es va iniciar el procediment de reversió de les expropiacions dels anys seixanta.